# Parafia św. Wacława w Wołkowysku
Parafia św. Wacława w Wołkowysku – rzymskokatolicka parafia znajdująca się w Wołkowysku, w diecezji grodzieńskiej, w dekanacie Wołkowysk, na Białorusi.
Parafia posiada wybudowaną w 1994 kaplicę filialną pw. NMP Matki Miłosierdzia w Wojtkiewiczach.

## Historia
Pierwszy, drewniany kościół w Wołkowysku fundacji wielkiego księcia litewskiego Witolda Kiejstutowicza powstał w pierwszym dziesięcioleciu XV w.. Nosił on wówczas wezwanie św. Mikołaja. Trzykrotnie spłonął podpalony przez krzyżaków (w 1409 i 1413) oraz Tatarów (w 1504). Zawsze był jednak odbudowywany. W 1511 król Polski Zygmunt I Stary nadał kościołowi status fary. Przy kościele istniał szpital-przytułek oraz szkoła.
W 1712 rozpoczęto budowę nowego, drewnianego kościoła, który spłonął w 1739 i został odbudowany w 1742. W głównym ołtarzu umieszczono uważany za cudowny obraz Matki Bożej z Dzieciątkiem, który ocalał z pożaru. Świątynia ta uległa spaleniu nocą z 3 na 4 października 1827. W kolejnych latach rolę świątyni pełnił drewniany barak, w którym umieszczono ponownie ocalony z pożaru obraz Matki Bożej z Dzieciątkiem. W latach 1841–1848 powstał obecny, murowany kościół, konsekrowany 13 sierpnia 1850 przez biskupa wileńskiego Wacława Żylińskiego pod obecnym wezwaniem. Świątynia ta ucierpiała 7 lutego 1929 w wyniku pożaru. Jednak już w kolejnym roku kościół został wyremontowany.
W latach międzywojennych parafia leżała w archidiecezji wileńskiej, w dekanacie Wołkowysk. Posiadała kaplicę filialną.
W czasach komunizmu parafia działała. W latach 1956 i 1985 przeprowadzano nawet remonty kościoła.